# USA-235
USA-234, или AEHF-2 (англ. Advanced Extremely High Frequency) — американский спутник связи военного назначения, принадлежащий ВВС США. Второй из четырёх спутников AEHF.
Планируемый срок службы составляет 14 лет.

## Конструкция
Спутники AEHF обеспечивают высокозащищённую связь с высокой пропускной способностью и скоростью. Они должны заменить устаревшую систему MILSTAR. Система AEHF использует наземную инфраструктуру системы MILSTAR и отличается высоким уровнем шифрования, устойчивостью к обнаружению сигнала и его перехвату, к системам глушения, способностью проникать сквозь помехи, вызываемые ядерными взрывами.
Первый спутник системы, USA-214, был запущен в августе 2010 года, ещё два спутника находятся в производстве.
Сам спутник AEHF-2 построен компанией Lockheed Martin на базе платформы A2100M. Оборудование связи было поставлено компанией Northrop Grumman Corporation.